# Thorbjørn Risager
Thorbjørn Risager (født 19. maj 1971 i Gundsø) er en dansk musiker. Han studerede ved  Rytmisk Musikkonservatorium i København[kilde mangler]. I 2002 grundlagde han som guitarist, sanger og sangskriver septetten Thorbjørn Risager Blue7, med hvilken han i 2004 indspillede sit debutalbum Live 2004.
I 2005 blev Risager tildelt prisen som Årets danske blues navn. Fra den anden CD From The Heart var hans albums ikke længere lanceret som Thorbjørn Risager Blue7, men blot i hans eget navn. Siden indspilningen i 2014 af Too Many Roads har hans band turneret under navnet Thorbjørn Risager & The Black Tornado.
I 2007 udkom albummet Here I Am. Det blev nomineret til "Årets danske bluesalbum" ved DMA Folk i 2008.
Thorbjørn Risager & The Black Tornado fik prisen for den bedste danske blues udgivelse i 2014, krediteret for Too Many Roads.
Bandet har opnået stor international anerkendelse, bl.a. med tildelingen i 2015 af Preis der Deutschen Schallplattenkritik – Jahrespeise, det tyske svar på Årets Steppeulv, for deres album Too Many Roads.
 Som følge af den tyske pris optrådte bandet i marts 2016 i det tyske TV - musikprogram "Rockpalast" på Westdeutscher Rundfunk. Det britiske Classic Rock Blues Magazine har ligeledes krediteret Thorbjørn Risager & The Black Tornado for Too Many Roads, som blev valgt som som årets bedste bluesudgivelse. Den 26. november 2017 blev Thorbjørn Risager & The Black Tornado kåret som årets bedste bluesband ved 37. European Blues Awards 2017 i Manchester- 
Sideløbende med sit band optræder Risager i en duo med pianisten Emil Balsgaard.
Som sine forbilleder har han nævnt Ray Charles og B. B. King.

## The Black Tornado
- Thorbjørn Risager – Vocals, Guitars, Dobro
- Emil Balsgaard – Piano, Organ, Rhodes
- Joachim Svensmark – Guitars
- Kasper Wagner – Alto Sax, Tenor Sax, Baritone Sax, Clarinet
- Hans Nybo – Tenor Sax
- Peter W Kehl – Trumpet, Flugelhorn, Trombone, Sousaphone
- Søren Bøjgaard – Bass
- Martin Seidelin – Drums, Percussion

## Diskografi
- Live 2004 (2004)
- From The Heart (2007)
- Here I Am (2007)
- Live At The Victoria (2009)
- Track Record (2010)
- Dust & Scratches (2012)
- Between Rock And Some Hard Blues - The First Decade (2013; kun tilgængelig som MP3-Download)
- Too Many Roads (Ruf Records, 2014)[9]
- Songs From The Road (CD+DVD; Ruf Records, 2015)
- Change My Game” (Ruf Records, 2017)
- Come On In (Ruf Records, 2019)
- Taking the Good with the Bad (2021)
- Best of (2021 Ruf Records)
- Navigation Blues (2022 Provogue/Mascot Label Group)